# Callaway Golf Company
Callaway Golf Company é uma empresa norte-americana de equipamento desportivo de golfe fundada por Ely Callaway Jr. em 1982. Tem sede em Carlsbad, Califórnia. A empresa vende os seus produtos por meio de empresas de retalho de golfe e diretamente online. A Callway comercializa seus produtos em mais de 70 países em todo o mundo.

## História
A Callaway foi fundada pelo ex-presidente da Burlington Industries, Ely Callaway Jr., nascido em LaGrange, Geórgia, e formado pela Universidade de Emory. Bem sucedido nas indústrias têxtil e de vinho, era já um ávido jogador de golfe. Em 1983, ele se tornou o presidente da empresa e mudou sua sede para Carlsbad, Califórnia, onde ele podia ser encontrado vendendo tacos no seu Cadillac. Em 1984, a Callaway comprou o restante da empresa por mais 400 mil dólares. O nome da empresa foi alterado para seu nome atual em 1988.
A 27 de outubro de 2020, a Callaway anunciou a aquisição  do Topgolf Entertainment Group por 2 bilhões de dólares.
A 24 de agosto de 2022, a Callaway Golf Company anunciou planos de mudar seu nome corporativo para Topgolf Callaway Brands Corp.
A 7 de setembro de 2022, a Topgolf Callaway Brands Corp. alterou a sua sigla na Bolsa de Valores de Nova Iorque de "ELY" para "MODG".